# 国際ダークスカイ協会
ダークスカイインターナショナル（旧　国際ダークスカイ協会）とはアメリカを拠点とする非営利団体で、天文学者デイヴィッド・クローフォードと、医師でアマチュア天文家のTim Hunter（英語）（ティム・ハンター）の2名が1988年に設立した。
世界の天文学者、環境学者らを中心に公害問題に取り組んでおり、世界18ヵ国64支部を有している。

## 認定証
IDA は認証制度を設け、第三者機関が光害を低減する認証を担当する。まぶしさを最小限に抑えながら光害をへらし、夜空を汚さない製品を対象とした。